# لوك ملبسي
لوك ملبسي (بالفرنسية: Luc Mbassi)‏  (و. 1956 – 2016 م) هو لاعب كرة قدم من الكاميرون. شارك في كأس الأمم الأفريقية لكرة القدم 1984، وألعاب أولمبية صيفية 1984 .
توفي في ياوندي ، عن عمر يناهز 60 عاماً.بسبب سكتة دماغية .

## روابط خارجية
- لوك ملبسي على موقع الاتحاد الدولي (مؤرشف)  (الإنجليزية)
- لوك ملبسي على موقع عالم كرة القدم.نت (الإنجليزية)
- لوك ملبسي على موقع أوليمبيديا (الإنجليزية)